# Жданово (Витебская область)
Жданово (бел. Жданова) — деревня в Бешенковичском районе Витебской области Беларуси. Входит в состав Улльского сельсовета.

## География
Деревня находится в центральной части Витебской области, к западу от реки Уллы, при автодороге Н-2016, на расстоянии приблизительно 18 километров (по прямой) к северо-западу от городского посёлка Бешенковичи, административного центра района. Абсолютная высота — 136 метров над уровнем моря. Площадь населённого пункта — 0,286 км².

## История
По состоянию на 1906 год, в деревне насчитывалось 18 дворов и проживало 152 человека (81 мужчина и 71 женщина). В административном отношении входила в состав Мартиновского сельского общества Мартиновской волости Лепельского уезда Витебской губернии.
До 2004 года Жданово входило в состав Сокоровского сельсовета.

## Население
По данным переписи 2019 года, в деревне проживало 9 человек.
| Год  | Население, человек |
| ---- | ------------------ |
| 1906 | 152                |
| 2009 | ↘ 25               |
| 2019 | ↘ 9                |